# فریاد (فیلم ۱۳۷۷)
فریاد فیلمی به کارگردانی و نویسندگی مسعود کیمیایی و تهیه‌کنندگی ناصر شفق محصول سال ۱۳۷۷ است.

## خلاصهٔ داستان
در یکی از نواحی جنوب کشور گاراژداری به نام فاروق به سهراب اجازه نمی‌دهد با کامیونی که با یاری پدر بیمارش خریده مستقلاً کار کند، و می‌خواهد سهراب را نیز مثل راننده‌های دیگر زیر سلطه خود نگه دارد. درگیری سهراب با فاروق، همزمان می‌شود با حمله هواپیماهای عراقی و بمباران شهر. در این بین فاروق بر اثر سکته می‌میرد و دو برادر کوچک و ناتنی اش ـ اکبر و اصغر ـ که می‌شنوند فاروق حین درگیری با سهراب جان سپرده است با تریلی خود به دنبال سهراب جاده‌ها را زیر پا می‌گذارند تا از او انتقام بگیرند. سهراب با کامیونش به قهوه‌خانه ننه ماری می‌رود و می‌خواهد پسر نوجوان ننه ماری را که امیر نام دارد، به عنوان شاگرد برای حمل بار گوجه فرنگی با خود ببرد. ننه ماری از او می‌خواهد زن جوان بارداری را که فاطمه نام دارد به درمانگاه یا بیمارستانی برساند. سهراب، فاطمه را به ترمینال مسافربری می‌رساند، اما چند روز است که هیچ وسیله نقلیه ای برای بردن مسافران به آنجا نیامده است. وقتی پزشک و مامای یک درمانگاه میان راه نیز قلابی از کار در می‌آیند، سهراب فاطمه را با خود و امیر همراهی می‌کند تا به شهر دیگری برسند. اکبر و اصغر بین راه به دام نیروهای گشتی عراقی می‌افتند. از قضا کاموین سهراب نیز در همان مسیر به جایی می‌رسد که عراقی‌ها واکبر و اصغر را دستگیر کرده‌اند. اما وقتی عراقی‌ها سهراب و امیر را با خشونت پیاده می‌کنند و یکی از آنها، قصد تعارض به فاطمه را دارد، فاطمه با یک حرکت ناگهانی با سلاحی که در جنگ از یک رزمنده گرفته همه عراقی‌ها را به گلوله می‌بندد و …

## جشنواره‌ها
فیلم فریاد در جشنواره‌های زیر حضور داشته است:

### جشنواره فیلم فجر
هفدهمین دوره جشنواره فیلم فجر (۱۳۷۷)

### جشنواره فیلم اجتماعی آبادان
اولین دوره جشنواره فیلم اجتماعی آبادان (۱۳۷۸)

### جشن خانه سینما
فیلم فریاد در سومین دوره جشن خانه سینما (۱۳۷۸) در ۲ بخش بهترین فیلم و بهترین صداگذاری و میکس (اسحاق خانزادی) کاندیدا مسابقات بوده‌اند.
همچنین این فیلم در چهارمین دوره جشن خانه سینما (۱۳۷۹) در بخش نمونه فیلم (آنونس) (محمدرضا مویینی) تندیس زرین مسابقات را کسب کرده است.